# HELLO (沢田研二の曲)
「HELLO／YOKOHAMA BAY BLUES」（ハロー／ヨコハマ・ベイ・ブルース）は、日本の歌手である沢田研二の59枚目のシングルである。
1994年11月16日に東芝EMIのイーストワールドレーベルより発売された。

## 解説
- アルバム『HELLO』[1]の先行シングルとしてリリースされ、おニャン子クラブやとんねるずなどの作品で知られる秋元康と、後藤次利コンビで制作された。両名とも沢田への提供は初めてではないが、コンビを組んだシングルはこの作品のみとなっている。
- 「HELLO」は、同年に行われた『第45回NHK紅白歌合戦』でも披露された[2]。
- 「YOKOHAMA BAY BLUES」は、沢田が現住し深い愛着を抱いている横浜を歌っている。また、神奈川県の会場で行われるコンサートでは他会場では演奏されなかったがアンコールで披露されることがある。
- 同年に亡くなった安井かずみの追悼ツアー「ZUZU SONGS」（1994年9月 - 10月）において、「安井の楽曲を歌う」というコンセプトのLIVEだったにもかかわらず、アンコールで2曲とも新曲として披露されていた。

## 収録曲
- 全編曲:後藤次利

1. HELLO
  - 作詞:秋元康、作曲:後藤次利
2. YOKOHAMA BAY BLUES
  - 作詞:八島順一・沢田研二、作曲:後藤次利・八島順一